# Drew Crawford
Pour les articles homonymes, voir Crawford.
Drew Crawford, né le 18 octobre 1990 à Naperville dans l'Illinois, est un joueur américain de basket-ball.

## Biographie
Il participe à la NBA Summer League 2014 avec les Pelicans de La Nouvelle-Orléans. Le 29 septembre 2014, il signe avec le Magic d'Orlando, mais il est libéré le 25 octobre. Le 31 octobre 2014, il rejoint les BayHawks d'Érié en D-League, franchise affiliée au Magic d'Orlando.
Le 7 août 2015, il signe en Israël au Bnei Herzliya.
Le 2 août 2016, il signe chez les Raptors de Toronto.
En janvier 2020, Crawford rejoint l'Olimpia Milan avec lequel il signe un contrat jusqu'à la fin de la saison.
Le 5 juillet 2020, il signe un contrat de deux ans avec le Basket Brescia Leonessa.
À l'été 2021, Crawford signe en Espagne au BC Andorre jouant au plus haut niveau espagnol, en Liga ACB.

## Statistiques

### Universitaires
| Saison    | Équipe       | Matchs | Titul. | Min./m | % Tir | % 3pts | % LF | Rbds/m. | Pass/m. | Int/m. | Ctr/m. | Pts/m. |
| --------- | ------------ | ------ | ------ | ------ | ----- | ------ | ---- | ------- | ------- | ------ | ------ | ------ |
| 2009-2010 | Northwestern | 34     | 34     | 27,3   | 44,7  | 34,2   | 64,2 | 4,32    | 1,82    | 0,56   | 0,74   | 10,03  |
| 2010-2011 | Northwestern | 34     | 34     | 31,6   | 42,9  | 33,5   | 71,4 | 4,56    | 2,00    | 0,91   | 0,62   | 12,09  |
| 2011-2012 | Northwestern | 33     | 32     | 34,6   | 48,4  | 41,2   | 70,4 | 4,70    | 2,06    | 1,18   | 0,58   | 16,12  |
| 2012-2013 | Northwestern | 10     | 10     | 31,8   | 40,0  | 37,0   | 81,5 | 4,60    | 1,70    | 1,00   | 0,70   | 13,50  |
| 2013-2014 | Northwestern | 32     | 32     | 36,6   | 40,5  | 32,7   | 78,1 | 6,41    | 2,22    | 0,56   | 0,78   | 15,69  |
| Total     |              | 143    | 142    | 32,4   | 43,8  | 35,5   | 72,7 | 4,95    | 2,00    | 0,82   | 0,68   | 13,43  |

### Professionnelles

#### En D-League
| Saison    | Équipe | Matchs | Titul. | Min./m | % Tir | % 3pts | % LF | Rbds/m. | Pass/m. | Int/m. | Ctr/m. | Pts/m. |
| --------- | ------ | ------ | ------ | ------ | ----- | ------ | ---- | ------- | ------- | ------ | ------ | ------ |
| 2014-2015 | Érié   | 50     | 50     | 33,7   | 48,1  | 35,5   | 69,4 | 6,08    | 1,82    | 0,90   | 0,24   | 16,02  |
| Total     |        | 50     | 50     | 33,7   | 48,1  | 35,5   | 69,4 | 6,08    | 1,82    | 0,90   | 0,24   | 16,02  |

#### En Europe
| Saison    | Équipe        | Matchs | Titul. | Min./m | % Tir | % 3pts | % LF | Rbds/m. | Pass/m. | Int/m. | Ctr/m. | Pts/m. |
| --------- | ------------- | ------ | ------ | ------ | ----- | ------ | ---- | ------- | ------- | ------ | ------ | ------ |
| 2015-2016 | Bnei Herzliya | 34     | 33     | 31,6   | 45,8  | 34,5   | 66,5 | 5,26    | 2,21    | 0,74   | 0,38   | 15,82  |
| Total     |               | 34     | 33     | 31,6   | 45,8  | 34,5   | 66,5 | 5,26    | 2,21    | 0,74   | 0,38   | 15,82  |

## Palmarès
- First-team Academic All-American (2014)
- Second-team Academic All-American (2012)
- Third-team All-Big Ten (2012, 2014)
- Big Ten Freshman of the Year – Media (2010)
- Big Ten All-Freshman team (2010)
- MVP du championnat d'Italie 2018-2019[6]
- Vainqueur de la coupe d'Italie 2019[6]